# Okręg wileński
Okręg wileński (lit. Vilniaus apskritis) – jeden z dziesięciu okręgów Litwy, położony we wschodniej części kraju przy granicy z Białorusią. Stolicą jest Wilno. Okręg zajmuje powierzchnię 9731 km² i liczy 810 651 mieszkańców, gęstość zaludnienia wynosi 83,3 osób/km².
Litwini nie używają określenia Wileńszczyzna. Ziemie, które im przypadły kosztem Polski w wyniku pojałtańskiej zmiany granic określają Litwą Wschodnią (lit. Rytų Lietuva). Są to tereny obecnie w większości wchodzące w skład okręgu wileńskiego oraz częściowo olickiego i uciańskiego.

## Podział administracyjny
Okręg dzieli się na 8 rejonów (lit. savivaldybės):
- Rejon elektreński (stol. Elektreny)
- Rejon solecznicki (stol. Soleczniki)
- Rejon szyrwincki (stol. Szyrwinty)
- Rejon święciański (stol. Święciany)
- Rejon trocki (stol. Troki)
- Rejon wiłkomierski (stol. Wiłkomierz)
- Wilno (rejon miejski) (miasto Wilno)
- Rejon wileński (stol. Wilno)

Rejony dzielą się na gminy (seniūnija). W okręgu znajduje się 16 miast i 3983 wsi.

## Miasta
W okręgu jest 16 miast, spośród których największe to:
1. Wilno (Vilnius)
2. Wiłkomierz (Ukmergė)
3. Elektreny (Elektrėnai)
4. Landwarów (Lentvaris)
5. Grzegorzewo (Grigiškės)

## Skład etniczny
Udział poszczególnych narodowości w ogólnej populacji tego regionu ukształtował się po II wojnie światowej. Wpływ na to miało: wymordowanie większości Żydów, wymordowanie znacznej liczby Polaków przez komunistów oraz niemieckich i litewskich nazistów, przymusowe przesiedlenie części Polaków z Wileńszczyzny do Polski, a ponadto przesunięcie granic państwowych. Na miejsce Polaków oraz Żydów napłynęła ludność litewska, a do miast także (choć w mniejszym stopniu): rosyjska, białoruska i ukraińska. Największe zmiany zaszły w samym Wilnie, które według danych, zarówno carskich, międzywojennych i niemieckich z czasów okupacji, było do tej pory zdominowane przez Polaków i Żydów. W XXI w. w mieście dominują Litwini. Na południu i wschodzie okręgu Polacy wciąż stanowią, zarówno w miastach i wsiach, większość (rejon solecznicki i rejon wileński).
- Litwini – 466 296 (56,37%)
- Polacy – 216 012 (26,11%)
- Rosjanie – 98 790 (11,94%)
- Białorusini – 30 491 (3,69%)
- Ukraińcy – 9055 (1,09%)
- Żydzi – 2896 (0,35%)
- Tatarzy – 1678 (0,20%)
- Romowie – 874 (0,11%)
- Łotysze – 579 (0,07%)
- Niemcy – 490 (0,06%)